# Samotna Góra

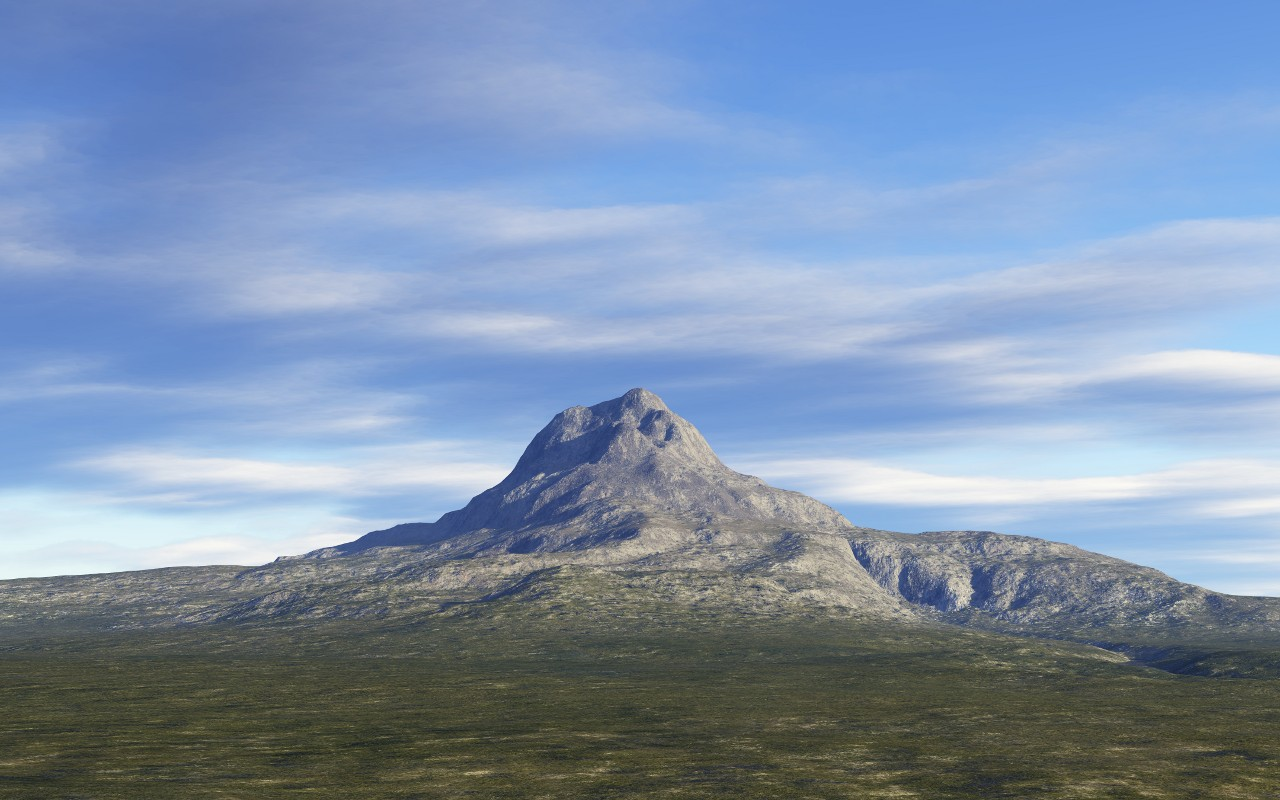
MaximKartashev, Samotna Góra

Samotna Góra (Erebor) – góra ze stworzonej przez J.R.R. Tolkiena mitologii Śródziemia.
Jest jednym z głównych miejsc akcji Hobbita, dawną siedziba krasnoludów, głównym celem wyprawy bohaterów książki. O Samotnej Górze wspominają również postacie z Władcy Pierścieni, bowiem istniejące tam królestwo odgrywa pewną rolę w konflikcie między siłami dobra a zła, przedstawionym w powieści. Informacje na jej temat można też znaleźć w Dodatkach do trzeciego tomu Władcy Pierścieni.
Erebor jest zaznaczony i podpisany na mapach dołączonych do Hobbita i Władcy Pierścieni.
- W angielskim oryginale – Lonely Mountain / Erebor
- Przekład Marii Skibniewskiej – Samotna Góra / Erebor
- Przekład Jerzego Łozińskiego – Samotna Góra / Erebor
- Przekład Marii i Cezarego Frąców – Samotna Góra / Erebor
- Przekład Pauliny Braiter – Samotna Góra

## Geografia
Erebor był górą o znacznej wysokości, położoną na równinie rozciągającej się na wschód od północnej części Mrocznej Puszczy, w niewielkiej odległości od Długiego Jeziora. Stanowił charakterystyczny punkt Rhovanionu. Od jego głównego masywu odchodziło sześć długich ramion. Z wnętrza góry wypływała Bystra Rzeka.

## Historia

### Początki Królestwa Pod Górą
W 1999 roku Trzeciej Ery przybyli tam krasnoludowie z plemienia Durina, którzy musieli uciekać z dotychczasowej siedziby, słynnego Khazad-dûm w Górach Mglistych.
Przewodził im król Thráin I, który założył w Ereborze Królestwo pod Górą i rozpoczął tam wielkie prace kopalniane. W ich trakcie odkrył drogocenny kamień zwany Arcyklejnotem oraz bogate złoża minerałów. Krasnoludowie wybudowali, czy raczej wykuli, okazałe sale, pełne przepychu pomieszczenia i liczne tunele. Jednak w 2210 roku, Thorin I, syn i następca Thráina, porzucił Erebor i poprowadził swych poddanych dalej na północ, ku Górom Szarym.

### Rozkwit i upadek
Krasnoludowie powrócili do Samotnej Góry w 2590 roku pod wodzą Thróra, bowiem w Ered Mithrin byli atakowani przez smoki. Na nowo zaludniony Erebor zaczął rozkwitać i plemię Durina bogaciło się, utrzymując bliskie kontakty z pobratymcami z Żelaznych Wzgórz, jak i miejscowymi ludźmi, mieszkańcami Dale, położonego w pobliżu Głównej Bramy Ereboru.
Ten stan pomyślności trwał do 2770 roku, kiedy to smok Smaug Złoty, zwabiony wieściami o bogactwach krasnoludów, znienacka zaatakował Erebor. Zdobył siedzibę krasnoludów, zabijając wielu z nich. Garstka uciekinierów wraz z Thrórem podążyła na południe, większe zaś grupy uciekły do Żelaznych Wzgórz. Wkrótce Smaug zniszczył Dale i przez wiele lat pustoszył okolicę Samotnej Góry, zabijając zwierzęta i wypalając roślinność. Przez następne 171 lat nikt nie ośmielił się zakłócić jego spokoju, gdy spoczywał na wielkim kopcu zrabowanych bogactw, usypanym we wnętrzu Ereboru.

### Odnowienie królestwa
Dopiero wyprawa Thorina II Dębowej Tarczy (2941 rok), w której wziął udział hobbit Bilbo Baggins, doprowadziła do śmierci Smauga. W wyniku tego zdarzenia, jak i dzięki zwycięskiej bitwie z orkami, krasnoludowie odnowili Królestwo pod Górą.
Pod przywództwem Dáina II Żelaznej Stopy, następcy Thorina, plemię Durina ponownie zasiedliło siedzibę przodków i rozpoczęło przywracanie jej do dawnego stanu. W wyniku tych prac Samotna Góra odzyskała swą utraconą świetność, a pod względem okazałości sztuki budowlanej nawet przewyższyła czasy przed przybyciem Smauga. Podczas następnych lat Erebor cieszył się wielką pomyślnością. W tym czasie grupa tamtejszych krasnoludów pod wodzą Balina spróbowała na nowo skolonizować Morię (2989-2994), co jednak się nie powiodło.

### Wojna o Pierścień i Czwarta Era
Podczas Wojny o Pierścień, gdy Dale zostało zaatakowane przez Easterlingów, podwładnych Saurona krasnoludowie wspomogli sojuszników. Co prawda w bitwie o Dale zwyciężyli najeźdźcy, ale dzięki potędze Samotnej Góry sprzymierzeńcy przetrzymali oblężenie i zdołali potem wyprzeć wrogów. W Czwartej Erze Królestwo pod Górą pozostawało w sojuszu i pod opieką potężnego Zjednoczonego Królestwa Arnoru i Gondoru.
Za czasów Durina VII krasnoludowie prawdopodobnie opuścili Erebor i powrócili do Khazad-dûm.

## Nazwa
Nazwa w Westronie, Samotna Góra, jest dosłownym tłumaczeniem sindarińskiego miana Erebor.